# Nikola Katić
Nikola Katić (Ljubuški, 1996. október 10. –) horvát és bosznia-hercegovinai válogatott labdarúgó, a svájci Zürich hátvéde.

## Pályafutása

### Klubcsapatokban
Katić a bosznia-hercegovinai Ljubuški városában született. Az ifjúsági pályafutását a Stolac akadémiájánál kezdte.
2014-ben mutatkozott be a Neretvanac Opuzen felnőtt keretében. 2016-ban az első osztályban szereplő Slaven Belupo szerződtette. 2018-ban a skót Rangershez igazolt. A 2021–22-es szezonban a Hajduk Split csapatát erősítette kölcsönben. 2022. augusztus 31-én hároméves szerződést kötött a svájci első osztályban érdekelt Zürich együttesével. Először a 2022. október 9-ei, Winterthur ellen 0–0-ás döntetlennel zárult mérkőzésen lépett pályára. Első gólját 2022. november 13-án, a Servette ellen hazai pályán 4–1-re megnyert találkozón szerezte meg.

### A válogatottban
Katić az U21-es korosztályú válogatottban is képviselte Horvátországot.
2017-ben debütált a felnőtt válogatottban. Először a 2017. május 28-ai, Mexikó ellen 2–1-re megnyert barátságos mérkőzés 83. percében, Ivan Santinit váltva lépett pályára.
2024-ben a bosznia-hercegovinai válogatottban is bemutatkozott.

## Statisztikák
2024. augusztus 15. szerint
| Klub                      | Szezon   | Osztály              | Bajnokság | Bajnokság | Kupa  | Kupa | Nemzetközi | Nemzetközi | Összesen | Összesen |
| Klub                      | Szezon   | Osztály              | Meccs     | Gól       | Meccs | Gól  | Meccs      | Gól        | Meccs    | Gól      |
| ------------------------- | -------- | -------------------- | --------- | --------- | ----- | ---- | ---------- | ---------- | -------- | -------- |
| Slaven Belupo             | 2015–16  | 1. HNL               | 1         | 0         | 0     | 0    | —          | —          | 1        | 0        |
| Slaven Belupo             | 2016–17  | 1. HNL               | 29        | 1         | 2     | 1    | —          | —          | 31       | 2        |
| Slaven Belupo             | 2017–18  | 1. HNL               | 34        | 0         | 1     | 1    | —          | —          | 35       | 1        |
| Rangers                   | 2018–19  | Scottish Premiership | 18        | 1         | 3     | 1    | 9          | 1          | 30       | 3        |
| Rangers                   | 2019–20  | Scottish Premiership | 19        | 2         | 2     | 0    | 8          | 1          | 29       | 3        |
| Hajduk Split (kölcsönben) | 2021–22  | 1. HNL               | 21        | 0         | 3     | 0    | —          | —          | 24       | 0        |
| Zürich                    | 2022–23  | Swiss Super League   | 22        | 1         | 0     | 0    | 4          | 0          | 26       | 1        |
| Zürich                    | 2023–24  | Swiss Super League   | 34        | 4         | 2     | 0    | —          | —          | 36       | 4        |
| Zürich                    | 2024–25  | Swiss Super League   | 4         | 2         | 0     | 0    | 4          | 0          | 8        | 2        |
| Összesen                  | Összesen | Összesen             | 182       | 11        | 13    | 3    | 25         | 2          | 220      | 16       |

### A válogatottban
| Válogatott   | Év       | Pályára lépés | Gól |
| ------------ | -------- | ------------- | --- |
| Horvátország | 2017     | 1             | 0   |
| Összesen     | Összesen | 1             | 0   |

| Válogatott          | Év       | Pályára lépés | Gól |
| ------------------- | -------- | ------------- | --- |
| Bosznia-Hercegovina | 2024     | 2             | 0   |
| Összesen            | Összesen | 2             | 0   |

## Sikerei, díjai
Hajduk Split
- Horvát Kupa
  - Győztes (1): 2021–22